# Негри, Костаке

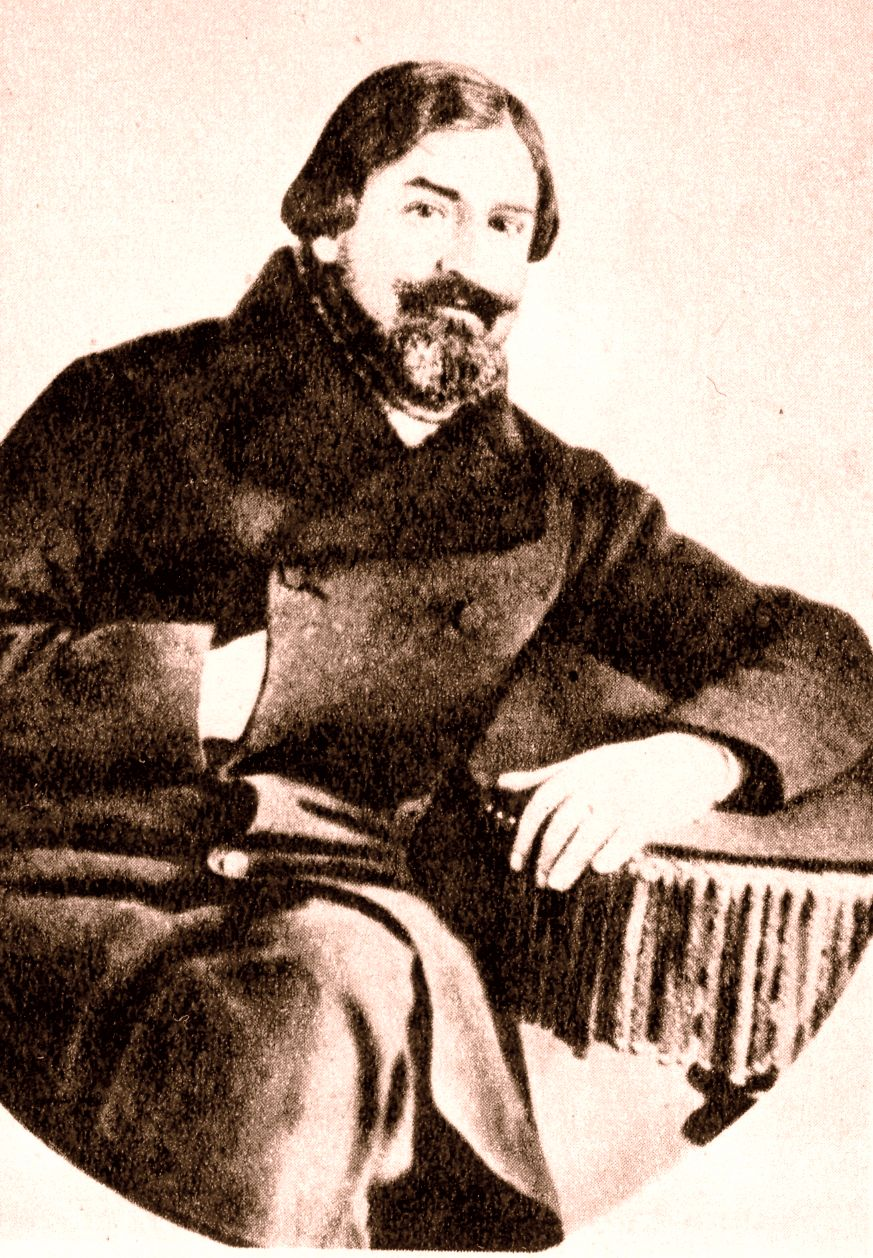

Костаке Негри  (рум. Costache Negri; 14 мая 1812, Яссы, Молдавское княжество — 28 сентября 1876, Тыргу-Окна, Объединённое княжество Валахии и Молдавии) — румынский политический и общественный деятель, революционер, дипломат, писатель

.

## Биография
Сын богатого боярина. Воспитывался при дворе князя Ионицэ Санду Стурдза, жена которого была тёткой его матери, продолжил обучение в Кишинёве и Одессе. В 1834 году был отправлен на учёбу во Францию и Италию. Вернулся на родину в конце 1841 года.
Революция 1848—1849 годов застала его во Франции, где он добровольцем вступил в Революционную гвардию. Принял участие в Валашской революции 1848 года.
В марте 1848 года ему было запрещено возвращаться в Молдавское княжество, но вместе с группой молдавских революционеров ему удалось добраться до Брашова. Принял участие в Валашской революции 1848 года. В мае 1848 года он принял участие в разработке декларации об отставке господаря Молдавского княжества Михаила Стурдзы.
Затем отправился на Буковину, где координировал работу и пропагандистскую деятельность революционного комитета Молдавии в изгнании.
В 1849 году присоединился к движению унионизма, и вскоре вернулся в Молдавию, где новоизбранный господарь Григорий Гика назначил его на разные судебные и административные должности.
После 1851 года занимал должность бургграфа Ковурлуйского округа. С 1855 года — на дипломатической работе.
В 1855 году был направлен посланником в Константинополь и Вену для защиты интересов Объединения Дунайских княжеств. В 1856 году был членом Объединённого комитета в Яссах, в 1857 году избран заместителем и вице-президентом Специальной ассамблеи, созванной по решению Парижского мирного договора 1856 года.
После свержения Александру Иоана Кузы ушёл из политики и удалился в Тыргу-Окна.
Избирался членом Собрания депутатов Румынии, был его председателем.